# Juan Sol y Ortega
Juan Sol y Ortega (Reus, 2 de diciembre de 1849-Barcelona, 20 de agosto de 1913) fue un abogado y político español. Persona de profundas convicciones republicanas, llegó a ser concejal y diputado en Cortes varias veces.

## Biografía
Nació en la localidad tarraconense de Reus el 2 de diciembre de 1849. Fue abogado de profesión.
Republicano convencido, se solía declarar «profunda y sinceramente religioso».
Miembro del Partido Republicano Progresista —del cual llegó a ser vicepresidente—, desde 1883 dirigió la fracción del partido en Barcelona, donde fue concejal de su ayuntamiento entre 1885 y 1889 y nuevamente de 1896 a 1898. En 1893 firmó en nombre de su partido la declaración por la que se formaba la Unión Republicana, con representantes del Partido Republicano Centralista de Salmerón y de los republicanos federalistas de Pi y Margall. Los republicanos progresistas sufrieron una escisión en 1895, acaudillando Sol y Ortega su ala derecha —que se transformaría en el Partido Nacional Republicano—.
Fue elegido diputado al Congreso en las listas de Unión Republicana en dos ocasiones (1893 y 1898). En 1907 fue designado senador por Guadalajara por el conde de Romanones, y al año siguiente diputado de nuevo en las listas de los radicales de Alejandro Lerroux por Barcelona, y en 1910 por Málaga. En 1910 llegó a oponerse abiertamente en el Senado al proyecto de ley sobre administración local que preveía la creación de la Mancomunidad de Cataluña.
Fue miembro de la Real Academia de Jurisprudencia y Legislación y presidente del Ateneo de Barcelona. Fallecido el 20 de agosto de 1913, fue enterrado en el cementerio Nuevo.